# 16672 Бедіна
16672 Бедіна (16672 Bedini) — астероїд головного поясу, відкритий 17 січня 1994 року.
Тіссеранів параметр щодо Юпітера — 3,404.